# 로비 레이
로버트 글렌 레이(Robert Glenn Ray, 1991년 10월 1일 ~ )는 미국의 야구 선수로, 메이저 리그에 소속되어 있는 샌프란시스코 자이언츠의 선수이다.

## 수상 경력
- 아메리칸 리그 사이 영 상 1회 (2021년)
- 내셔널 리그 올스타 1회 (2017년)